# Henry Grattan
Henry Grattan (3 juillet 1746 – 6 juin 1820) est un membre de la chambre des communes irlandaise.  
Il est le chef du mouvement qui force la Grande-Bretagne à accorder l'indépendance législative à l'Irlande en 1782. Il s'oppose aussi à l'Acte d'Union de 1800, qui réalise la fusion des royaumes d'Irlande et de Grande-Bretagne. 

## Jeunesse
Issu de l'élite protestante dominante des vieux Anglais, Grattan fut un étudiant distingué du Trinity College de Dublin, où il commença l'étude de la littérature classique, goût qu'il conserva toute sa vie. Il était spécialement intéressé par les grands orateurs de l'Antiquité. Comme son ami, Henry Flood, il travailla son éloquence naturelle et ses talents d'orateur en étudiant des modèles tels que Bolingbroke et Junius. Après une visite à la Chambre des lords, il voua une admiration sans bornes à Lord Chatham. Malgré sa nomination au barreau d'Irlande en 1772, il n'exerça pas sérieusement le métier d'avocat, et il s'orienta vers la politique, influencé par Henry Flood. Parrainé par Lord Charlemont, il entra au Parlement d'Irlande en 1775, juste au moment où Flood se discréditait en acceptant un siège au Conseil privé d'Irlande et la charge de vice-trésorier. Grattan, qui le résuma par « un homme avec une métaphore dans la bouche, et un pot-de-vin dans la poche », le supplanta rapidement à la tête du parti national, notamment grâce à des capacités oratoires jamais égalées par ses contemporains. S'il manquait de l'élégance qu'il admirait tant chez Chatham, de la maîtrise constante de Pitt et de la puissance de raisonnement de Fox et même de Flood, ses discours mêlaient l'épigramme, l'aphorisme et de profondes remarques de philosophie politique. Mais surtout il possédait le don de communiquer son enthousiasme à son auditoire, et de le convaincre de sa sincérité.

## Au Parlement d'Irlande
À cette époque, les catholiques et les presbytériens, qui constituaient la grande majorité de la population irlandaise, étaient totalement exclus de la vie publique par les Lois pénales, en vigueur en Irlande depuis 1691. L'anglicane Église d'Irlande, minoritaire, prenait toutes les décisions politiques du pays.

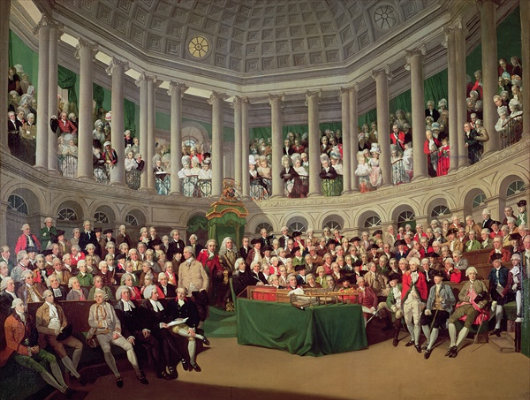
La Chambre des communes irlandaise de Francis Wheatley (1780) montre Grattan, à droite en veste rouge, s'adressant à la Chambre.

Les hommes politiques du parti national se battaient alors au Parlement d'Irlande, non pas pour émanciper la majorité catholique, mais pour libérer le Parlement irlandais de son asservissement constitutionnel au Conseil privé du Royaume-Uni. En vertu de la loi de Poyning, une loi fameuse datant d'Henri VIII, toute proposition de loi irlandaise devait être soumise préalablement au Conseil privé pour approbation sous le grand sceau d'Angleterre, avant de passer devant le Parlement irlandais. Un projet de loi ainsi approuvé pouvait être accepté ou rejeté, mais ne pouvait pas être amendé. Des lois anglaises plus récentes avaient encore accentué la totale dépendance du Parlement d'Irlande. Ainsi le statut de 1720 enlevait à la Chambre des lords irlandaise la juridiction en matière d'appel. En outre, la Chambre des communes anglaise revendiquait, tout en l'exerçant, le pouvoir de légiférer directement pour l'Irlande, sans même de consultation symbolique du Parlement de Dublin. C'était cette constitution, que William Molyneux et Jonathan Swift avaient dénoncée, que Flood avait attaquée et que Grattan allait détruire.
L'attitude menaçante des Volontaires irlandais, en congrès à Dungannon, influença grandement la décision du gouvernement en 1782 de ne pas résister davantage à l'agitation. Le 16 avril 1782, au milieu d'un enthousiasme populaire sans précédent, Henry Grattan dut franchir les rangs des Volontaires, alignés à l'extérieur du Parlement, pour proposer une déclaration d'indépendance du Parlement irlandais. « J'ai trouvé une Irlande à genoux », s'écria-t-il, « je l'ai surveillée avec une sollicitude paternelle, j'ai suivi ses progrès des blessures aux armes, et des armes à la liberté. L'esprit de Swift, l'esprit de Molyneux, votre génie ont prévalu ! L'Irlande est maintenant une nation ! » Après un mois de négociations, les demandes irlandaises furent acceptées. Le statut de 1720 fut formellement abrogé dans les clauses qui soumettaient le Parlement irlandais aux lois et statuts de la Grande-Bretagne. La gratitude de ses concitoyens s'exprima par une subvention parlementaire de 100 000 livres, qui dut être réduite de moitié pour qu'il l'acceptât.

## Le Parlement de Grattan
Un des premiers actes du Parlement de Grattan fut de prouver sa loyauté à l'Angleterre, en votant l'envoi d'un contingent de 20 000 marins pour la Royal Navy. Grattan était loyal à la Couronne et respectueux des liens avec les Anglais. Il désirait néanmoins une réforme parlementaire modérée, et, à la différence de Flood, il était en faveur de l'émancipation des catholiques. Il était évident que, sans réforme, la chambre des communes irlandaise ne pourrait faire grand usage de son indépendance nouvellement acquise. Bien que libérée de tout contrôle constitutionnel, elle était toujours sujette à la corruption, entretenue par le gouvernement anglais par l'intermédiaire de propriétaires irlandais de boroughs, surnommés les « undertakers », ou, plus directement encore, par de hauts fonctionnaires. Le Parlement de Grattan n'avait aucun contrôle de l'exécutif irlandais. Le Lord lieutenant d'Irlande et son secrétaire général étaient toujours nommés par les ministres anglais, et leur maintien en fonction dépendait des vicissitudes de la vie politique anglaise et non pas irlandaise. La prérogative royale était exercée en Irlande sur simple avis des ministres anglais. Las d'entendre son rival traité de libérateur et de sauveur, Flood se mit à demander de quoi l'Irlande était libérée : « Du ministère ? En aucune façon ! De la domination anglaise ? Bien moins encore ! De quoi donc ? Du statut ? Eh, qu'importe le statut : ce n'est pas lui qui fonde, il ne fait que formuler les prétentions de longue main réalisées par l'Angleterre et subies par l'Irlande. L'abrogation de la formule n'entraîne pas le retrait des prétentions. » L'avenir allait lui donner raison.
La chambre des communes ne représentait pas le peuple irlandais. La majorité de la population était exclue de l'électorat soit pour son catholicisme, soit pour son presbytérianisme. Les deux tiers des membres de la Chambre des communes étaient élus par de petits boroughs aux ordres d'individus, dont le soutien était acheté par des titres et des pensions. C'était pour acquérir de la stabilité et une véritable indépendance que Grattan exigeait une réforme. Il s'était déjà querellé avec Flood au sujet de la controverse de la simple abrogation, et il s'opposait aussi à celui-ci sur la question du maintien du congrès des Volontaires et sur la politique de protection douanière. Il était favorable, en revanche, aux fameuses propositions faites par Pitt en 1785, visant à établir le libre-échange entre la Grande-Bretagne et l'Irlande. Celles-ci durent pourtant être abandonnées à cause de l'hostilité des classes commerçantes anglaises. Grattan soutint le gouvernement pendant quelque temps encore après 1782, et il défendit et approuva une législation sévère et coercitive, rendue nécessaire par les violences commises par les « Whiteboys » en 1785. Mais comme les années passaient, sans que l'approbation personnelle de Pitt envers une réforme parlementaire se traduisît par des lois, Grattan se rapprocha de l'opposition, fit campagne pour l'échange des dîmes en Irlande, et soutint les Whigs sur la question de la régence en 1788. En 1792, il réussit à faire adopter une loi accordant le droit de vote aux catholiques. En 1794, conjointement avec William Ponsonby, il présenta un projet de réforme, qui était encore moins démocratique que celui de Flood en 1783. Il était aussi préoccupé que Flood l'avait été de remettre le pouvoir législatif entre les mains des possédants. En effet, tout au long de sa vie, il eut la ferme conviction que, même si l'Irlande serait mieux gouvernée par des Irlandais, la démocratie en Irlande tournerait inévitablement au pillage et à l'anarchie. En même temps, il désirait permettre à la petite noblesse terrienne catholique de siéger à la Chambre des communes, une proposition qui était le corollaire logique du « Relief Act » de 1792. Le rejet des propositions modérées de Grattan favorisa la promotion d'opinions plus extrêmes, qui, sous l'influence de la Révolution française, commençaient à se faire entendre en Irlande.
La question catholique était rapidement devenue de première importance. Quand, en 1794, une puissante section des Whigs rejoignit le gouvernement de Pitt, et qu'on apprit que la charge de Lord lieutenant irait à Lord Fitzwilliam, qui partageait les vues de Grattan, l'espoir grandit de voir cette question résolue en faveur des catholiques irlandais. Cela semblait être l'intention de Pitt, bien qu'il y eût beaucoup de controverses sur la question de savoir jusqu'à quel point Lord Fitzwilliam était autorisé à engager le gouvernement. Après que Grattan eut reçu les confidences de Lord Fitzwilliam, il fut convenu qu'il présenterait un projet de loi pour l'émancipation des catholiques, qui recevrait alors le soutien du gouvernement. Mais finalement il apparut que le vice-roi avait soit mal compris, soit outrepassé ses instructions, et, le 19 février 1795, Fitzwilliam fut rappelé. Cet événement produisit en Irlande une explosion d'indignation, suivie d'un mécontentement grandissant. Pourtant Grattan fit preuve d'une remarquable modération et d'une évidente loyauté, qui lui valurent de chauds remerciements de la part d'un membre du cabinet anglais. Néanmoins, ce cabinet, indubitablement influencé par les volontés du roi, se montra alors fermement décidé à résister aux demandes des catholiques, ce qui eut pour résultat de pousser rapidement le pays vers la révolte. Dans une série de discours magistraux, Grattan prévint le gouvernement de la situation illégale dans laquelle l'Irlande se trouvait réduite. À la Chambre des communes, il ne lui restait pas plus de quarante partisans, et ses paroles furent ignorées. Il quitta le Parlement et l'arène politique en mai 1797, et avant de se retirer à la campagne, il se départit de sa modération coutumière en attaquant le gouvernement dans un écrit incendiaire, intitulé : « Lettre aux citoyens de Dublin ».

## Rébellion et Union
À cette époque, en Irlande, l'antipathie envers l'élite anglicane était telle que des hommes de foi différente étaient prêts à s'unir dans un but politique. Ainsi les presbytériens du nord, qui étaient surtout de sensibilité républicaine, s'associèrent à une section de catholiques, pour former la Société des Irlandais Unis, afin de promouvoir les idées révolutionnaires importées de France. Un groupe s'apprêtait même à accueillir une prochaine invasion française. Ceci stimula le mécontentement grandissant, qui culmina lors de la Rébellion irlandaise de 1798. La révolte catholique-presbytérienne en Ulster fut éclipsée par un soulèvement catholique plus traditionnel dans le Wexford, qui se distingua par des massacres aveugles de protestants. Presque immédiatement, le projet d'une union législative entre les Parlements britannique et irlandais, qui avait été discuté épisodiquement depuis le début du XVIIIe siècle, fut repris sérieusement par le gouvernement de Pitt. Grattan dénonça ce projet avec une implacable hostilité. Les massacres sectaires du Wexford et l'émancipation promise dans l'Acte d'Union eurent pour conséquence la formation d'une alliance entre les presbytériens d'Ulster et les anglicans, qui allait être connue comme l'Unionisme d'Ulster.
La constitution du parlement de Grattan n'offrait en fait aucune garantie de sécurité. Les divergences sur la question de la régence avaient montré que, lorsque les intérêts de l'Empire étaient en jeu, les politiques du Parlement d'Irlande et de celui de Grande-Bretagne devaient être identiques. Or, à ce moment-là, l'Angleterre étant engagée dans une lutte sans merci avec la France, il était impossible pour le ministère d'ignorer le danger, récemment illustré, que la constitution de 1782 n'offrait aucune sauvegarde contre les révoltes armées. La nature de la révolte du Wexford mit fin à la réconciliation naissante entre les catholiques et les presbytériens, et l'île se divisa une nouvelle fois entre deux factions hostiles. À ceux dont la connaissance de l'histoire de l'Irlande se limite au XXe siècle, il peut sembler curieux que l'opposition la plus catégorique à l'Union vînt de l'Église protestante, et plus particulièrement des Orangistes. La proposition reçut, en revanche, le soutien du clergé catholique, spécialement des évêques, et elle ne reçut nulle part en Irlande plus de faveur que dans la ville de Cork. Cette attitude des catholiques était motivée par la promesse voilée de Pitt que l'émancipation des catholiques, l'échange des dîmes et la dotation du clergé catholique accompagneraient ou suivraient rapidement le vote de cette mesure.
Quand, en 1799, le gouvernement présenta son projet de loi, il fut rejeté à la chambre des communes irlandaise. Grattan s'était déjà retiré. Sa popularité avait décliné, et le fait que ses propositions pour une réforme parlementaire et l'émancipation des catholiques étaient devenues les mots d'ordre des « Irlandais Unis » rebelles lui avait valu la violente hostilité des classes dirigeantes. Il fut révoqué du Conseil privé, son portrait fut retiré du hall du Trinity College, et la Guilde des Marchands de Dublin le raya de ses effectifs. La menace de la suppression de la constitution de 1782 redonna rapidement à son auteur sa place dans le cœur des Irlandais. L'intersession parlementaire avait été mise à profit par le gouvernement pour constituer une majorité en faveur de sa politique, grâce à une vaste corruption. Le 15 janvier 1800, le Parlement irlandais se réunit pour sa dernière session. Le même jour, Grattan parvint à obtenir un siège de Wicklow, et, à une heure tardive, alors que le débat était en cours, il apparut pour prendre place et fut acclamé par les galeries. Ses forces lui manquèrent quand il se leva pour parler, mais il obtint l'autorisation de s'adresser à l'assistance parlementaire. Son discours fut néanmoins un superbe exemple d'éloquence, et, pendant plus de deux heures, il tint son audience captivée. Le 26 mai, après des débats prolongés, Grattan se prononça définitivement contre l'adoption du projet de loi, finissant par une péroraison passionnée, où il déclara : « Je demeurerai ici ancré par la fidélité au destin de mon pays, fidèle à sa liberté, fidèle à sa chute. » Ce furent les derniers mots prononcés par Grattan au Parlement d'Irlande.
Le projet de loi établissant l'Union fut mené à bonne fin grâce à une majorité substantielle. Une des principales raisons qu'avait Grattan de s'opposer à l'Union était sa hantise de voir la direction politique du pays passer aux mains de la petite noblesse terrienne. Il prophétisa que le temps viendrait, où l'Irlande enverrait au Parlement unifié une centaine des plus grands vauriens du royaume. Comme Flood avant lui, Grattan n'avait aucun penchant pour la démocratie, et il prévit qu'en déplaçant hors d'Irlande le centre politique du pays, cela ne ferait qu'intensifier le fléau de l'absentéisme.

## Au Parlement britannique
Les cinq années suivantes, Grattan ne prit aucune part aux affaires publiques. Ce n'est qu'en 1805 qu'il devint membre du Parlement de Grande-Bretagne. Il prit modestement sa place à l'arrière, sur les bancs des membres sans portefeuille, jusqu'à ce que Fox le ramenât devant en s'exclamant : « Ce n'est pas une place pour le Démosthène irlandais ! ». Son premier discours concerna la question catholique, et tout le monde admit que ce fut l'un des plus brillants et éloquents discours jamais prononcés dans les murs du Parlement. Quand Fox et Grenville vinrent au pouvoir en 1806, ils offrirent à Grattan une place au gouvernement, mais celui-ci refusa. L'année suivante, il montra la force de son caractère et de son jugement en soutenant, malgré une large impopularité en Irlande, une mesure destinée à augmenter les pouvoirs de l'exécutif, afin de répondre aux désordres publics irlandais. L'émancipation des catholiques, qu'il continua à prôner inlassablement malgré son âge avancé, devint plus compliquée après 1808, avec la question de savoir si la Couronne avait droit de veto sur la nomination des évêques catholiques.
Grattan soutenait le veto, mais un parti catholique plus extrême prit naissance en Irlande sous la direction de Daniel O'Connell, et l'influence de Grattan déclina progressivement. Il ne parla plus que rarement au Parlement après 1810, l'exception la plus notable étant en 1815, quand il se sépara du parti whig britannique, et soutint la lutte ultime contre Napoléon. En 1819, son tout dernier discours, qui contient un passage faisant référence à l'Union, à laquelle il avait si passionnément résisté, révèle à la fois l'homme d'État et la modération de son caractère. Ses sentiments à l'égard du principe de l'Union demeurent, dit-il, inchangés ; mais le mariage ayant eu lieu, il est du devoir de chaque individu de le rendre aussi fructueux, aussi profitable et aussi avantageux que possible.

## Mort et héritage
L'été suivant, après avoir fait, mal-en-point, le voyage d'Irlande à Londres pour défendre une fois encore la question catholique, il tomba sérieusement malade. Sur son lit de mort, il parla avec générosité de Robert Stewart, et fit un chaud éloge de son ancien rival, Flood. Il mourut le 6 juin 1820, et fut enterré à l'Abbaye de Westminster, près des tombes de Fox et de Pitt. Sa statue se trouve dans le hall extérieur du Parlement de Westminster. Grattan s'était marié en 1782 avec Henrietta Fitzgerald, qui descendait de l'ancienne famille de Desmond. Il eut deux fils et deux filles. 
L'examen le plus minutieux de sa vie privée ne fait qu'accroître le respect dû à cet homme d'État et au plus grand des orateurs irlandais. Son patriotisme était exempt d'égoïsme ; il ne craignait pas de risquer sa popularité lorsque son clair jugement lui disait que la cause était juste. Comme a dit de lui avec vérité Sydney Smith peu après sa mort : « Aucun gouvernement ne l'a désemparé, personne ne pouvait l'acheter. Il pensait seulement à l'Irlande, et ne vivait que pour elle. Il lui a voué sa belle imagination, son esprit élégant, son courage viril, et toutes les splendeurs de sa stupéfiante éloquence. »
Henry Grattan devint membre du Conseil privé le 19 septembre 1783. Il en fut renvoyé le 6 octobre 1798, et réadmis le 9 août 1806. Grattan fut un membre whig à la Chambre des communes britannique pour la circonscription de Malton en 1805, puis de la circonscription de Dublin de 1806 jusqu'à sa mort en 1820.
Beaucoup de ses discours sont de véritables modèles de verve oratoire. Un certain nombre d'entre eux ont été imprimés séparément, comme son Discours sur la dîme ou son Adresse au roi à l'ouverture du Parlement d'Irlande. Son fils, Henry Grattan, les a réunis et publiés à Londres en 1822.

### Sources
- (en) Cet article est partiellement ou en totalité issu de l’article de Wikipédia en anglais intitulé « Henry Grattan » (voir la liste des auteurs), édition du 14 juillet 2008.
- Reprise également de fragments de  (en) « Henry Grattan », dans Encyclopædia Britannica [détail de l’édition], 1911 (lire sur Wikisource)., disparus de l'article en anglais
- Louis-Gabriel Michaud, Biographie universelle ancienne et moderne, article Henri Grattan

#### Moderne
- Mansergh D.  Grattan's failure  Parliamentary Opposition and the People in Ireland (2005) Irish Academic Press  (ISBN 0-7165-2815-0)
- McDowell R.B.  Grattan  A Life (2001) Lilliput Press  (ISBN 1-901866-72-6)
- Kelly J.  Henry Grattan  (1993) Dundalgan Press

#### Ancienne
- Henry Grattan junior, Memoirs of the Life and Times of the Right Hon. H. Grattan (5 vols., Londres, 1839-1846);
- Henry Grattan junior, Grattan's Speeches, 1822;
- Irish Part. Debates;
- William Edward Hartpole Lecky, History of England in the Eighteenth century (8 vols., Londres, 1878-1890) et Leaders of Public Opinion in Ireland (édition augmentée, 2 vols., 1903).

Pour la controverse concernant le rappel de Lord Fitzwilliam voir, en plus du précédent :
- Lord Rosebery, Pitt (London, 1891);
- Lord Ashbourne, Pitt: Some Chapters of his Life (Londres, 1898);
- The Pelham Papers (Brit. Mus. Add. Manuscripts 33118);
- Carlisle Correspondence;
- Beresford Correspondence;
- Stanhope Miscellanies;

Pour la question catholique :
- W Anshurst, History of Catholic Emancipation (2 vols., Londres, 1886);
- Sir Thomas Wyse, Historical Sketch of the late Catholic Association of Ireland (Londres, 1829);
- W. J. MacNeven, Pieces of Irish History (New York, 1807) qui contient un compte-rendu sur les « Irlandais Unis »;

Pour le mouvement des Volontaires :
- Thomas MacNevin, History of the Volunteers of 1782 (Dublin, 1845);
- Proceedings of the Volunteer Delegates of Ireland 1784 (Anon. Pamph. Brit. Mus.).